# Zornella
Zornella és un gènere d'aranyes araneomorfes de la subfamília Erigoninae, dins de la família Linyphiidae. Es poden trobar a la zona holàrtica.
Fou descrit per primera vegada per A. R. Jackson l'any 1932.
És sinònim del gènere Pseudogonatium Strand, 1901

## Llista d'espècies
Segons The World Spider Catalog 12.0:
- Zornella armata (Banks, 1906) – USA, Canadà
- Zornella cryptodon (Chamberlin, 1920) – USA, Canadà
- Zornella cultrigera (L. Koch, 1879) – NE Europa, Russia fins Kazakhstan, Mongòlia (Espècie tipus)